# Лог-Кабін (Техас)
Лог-Кабін (англ. Log Cabin) — місто (англ. city) в США, в окрузі Гендерсон штату Техас. Населення — 678 осіб (2020).

## Географія
Лог-Кабін розташований за координатами 32°13′25″ пн. ш. 96°1′20″ зх. д. / 32.22361° пн. ш. 96.02222° зх. д. (32.223486, -96.022352).  За даними Бюро перепису населення США в 2010 році місто мало площу 2,73 км², з яких 2,71 км² — суходіл та 0,02 км² — водойми.

## Демографія
Згідно з переписом 2010 року, у місті мешкало 714 осіб у 306 домогосподарствах у складі 195 родин. Густота населення становила 261 особа/км².  Було 446 помешкань (163/км²).
Расовий склад населення:
| - 93,3 % — білих - 2,4 % — чорних або афроамериканців - 0,4 % — корінних американців - 0,3 % — азіатів - 0,1 % — вихідців з тихоокеанських островів - 2,9 % — осіб інших рас |

До двох чи більше рас належало 0,6 %. Частка іспаномовних становила 6,3 % від усіх жителів.
За віковим діапазоном населення розподілялося таким чином: 18,3 % — особи молодші 18 років, 62,7 % — особи у віці 18—64 років, 19,0 % — особи у віці 65 років та старші. Медіана віку мешканця становила 46,5 року. На 100 осіб жіночої статі у місті припадало 113,1 чоловіків;  на 100 жінок у віці від 18 років та старших — 112,8 чоловіків також старших 18 років.
Середній дохід на одне домашнє господарство  становив 40 015 доларів США (медіана — 32 000), а середній дохід на одну сім'ю — 45 611 долар (медіана — 38 056). За межею бідності перебувало 13,8 % осіб, у тому числі 16,4 % дітей у віці до 18 років та 6,2 % осіб у віці 65 років та старших.
Цивільне працевлаштоване населення становило 223 особи. Основні галузі зайнятості: науковці, спеціалісти, менеджери — 17,5 %, освіта, охорона здоров'я та соціальна допомога — 14,8 %, мистецтво, розваги та відпочинок — 14,3 %.